# Wesley Moraes
Wesley Moraes Ferreira da Silva, mer känd som Wesley eller Wesley Moraes, född 24 november 1996, är en brasiliansk fotbollsspelare som spelar för Levante, på lån från Aston Villa.

## Klubbkarriär
Den 13 juni 2019 värvades Wesley av Aston Villa. Han gjorde sin Premier League-debut den 10 augusti 2019 i en 3–1-förlust mot Tottenham Hotspur.
Den 28 augusti 2021 återvände Wesley till Club Brugge på ett lånekontrakt som sträcker sig säsongen ut.
Den 24 juli 2022 lånades Wesley ut till Levante på ett låneavtal över säsongen 2022/2023.

## Landslagskarriär
Wesley debuterade för Brasiliens landslag den 15 november 2019 i en 1–0-förlust mot Argentina, där han blev inbytt i den 86:e minuten mot Casemiro.